# Iiyama
Iiyama (飯山市 Iiyama-shi?) (飯山市, Iiyama-shi?) es una ciudad localizada al norte de la prefectura de Nagano, en el Chūbu, región de Japón. A partir del 1 de octubre de 2016, la ciudad tuvo una población estimada de 20,989 y una densidad de población de 104 personas por km².

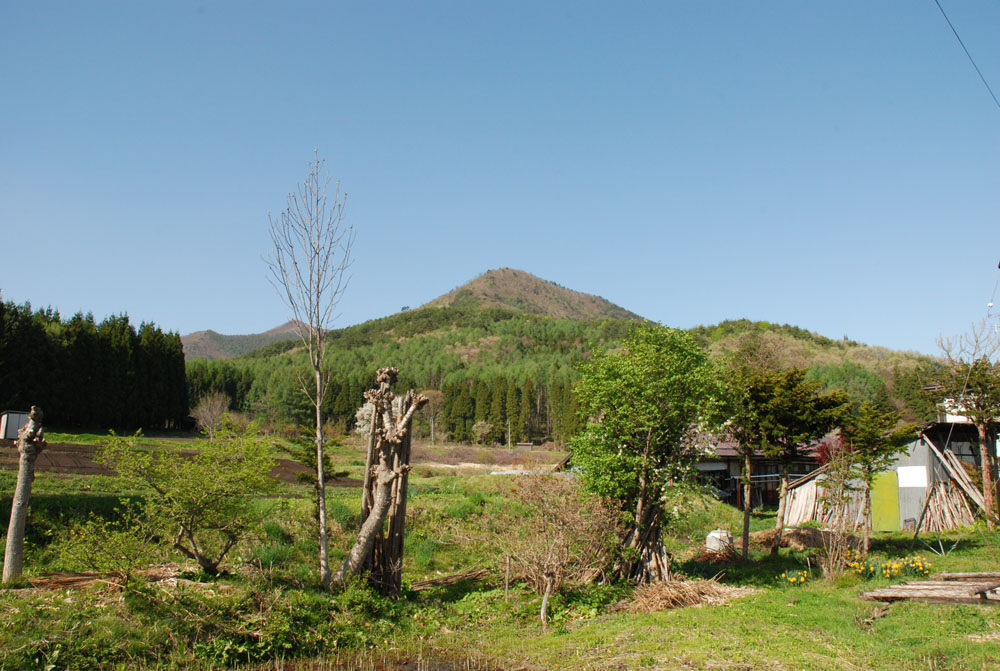
Monte Madarao en Iiyama

Su área total era de 202.43 kilómetros cuadrados.

## Geografía
Iiyama está localizado al norte en la zona montañosa de la prefectura de Nagano, y esta bordeada por Niigata Prefectura al norte. El área es conocida por inviernos severos con fuertes nevadas. El río Chikuma (el río más largo en Japón) atraviesa el centro de la zona y se conoce como el río Shinano cuando pasa a la prefectura de Niigata

### Municipios colindantes
- Prefectura de Nagano
  - Nakano
  - Kijimadaira
  - Nozawaonsen
  - Shinano
  - Sakae
- Prefectura de Niigata
  - Miōkō
  - Jōetsu

## Economía
La economía de Iiyama es principalmente agrícola, con turismo de temporada a sus estaciones de esquí y las aguas termales que hacen una contribución importante.
El fabricante de componentes electrónicos y televisores Iiyama estuvo fundado en la ciudad en 1972, a pesar de que, después de una serie de fusiones, la empresa movió su sede a Tokio. La antigua sede oficina continúa siendo utilizada como un centro de fabricación para la empresa matriz de Iiyama, Mouse Computer.

## Historia
El área actual de Iiyama era parte de la antigua provincia Shinano. El área era parte de las tenencias del dominio de Iiyama durante el período de Edo. La ciudad moderna de Iiyama estuvo establecida dentro del distrito de Shimominochi, Nagano con el establecimiento del sistema municipal el 1 de abril de 1889. Fue levantada la ciudad el 1 de agosto de 1954 por la fusión de la ciudad de Iiyama con las aldeas vecinas de Akitsu, Tokiwa, Yanagihara, Tozama, Kijima y Zuiho. Los pueblos de Ōta y Okayama también fueron anexados en 1955.

## Educación
Iiyama tiene siete escuelas elementales públicas y dos escuelas medias públicas. Existe una escuela secundaria pública operada por la Junta de Educación de la Prefectura de Nagano.

## Transporte

### Ferrocarril
- JR East – Hokuriku Shinkansen
  - Iiyama
- JR  East – Iiyama Línea
  - Hachisu - Iiyama - Kita-Iiyama - Shinano-Taira - Togari-Nozawaonsen - Kamisakai - Kami-Kuwanagawa - Kuwanagawa - Nishi-Ōtaki

### Carretera
- Jōshin-etsu Expressway
- Japón Ruta Nacional 117
- Japón Ruta Nacional 292
- Japón Ruta Nacional 403

## Atracciones locales
Hay muchas estaciones de esquí bien conocidas en la zona. Estos incluyen  Nozawa Onsen Snow Resort, Madarao Sympathique, Madarao Kogen, Tangram Ski Circus, Togari Onsen, y Hokuryuko.
Iiyama también alberga una serie de festivales populares como el Festival de Nieve de Iiyama y Kamakura Snow Hut Festival en febrero e Iiyama Dontokoi en agosto.
El sendero de Shinestsu, que atraviesa Iiyama a lo largo de la frontera entre la prefectura de Nagano y la prefectura de Niigata, es un lugar de senderismo popular en verano.
En febrero de 2015, Guinness World Records confirmó que la ciudad había roto oficialmente el récord de "la mayoría de los muñecos de nieve construidos en una hora".

## Personas conocidas de Iiyama
- Naoki Inose - Autor y exgobernador de Tokio